# 8 Batalion Pancerny

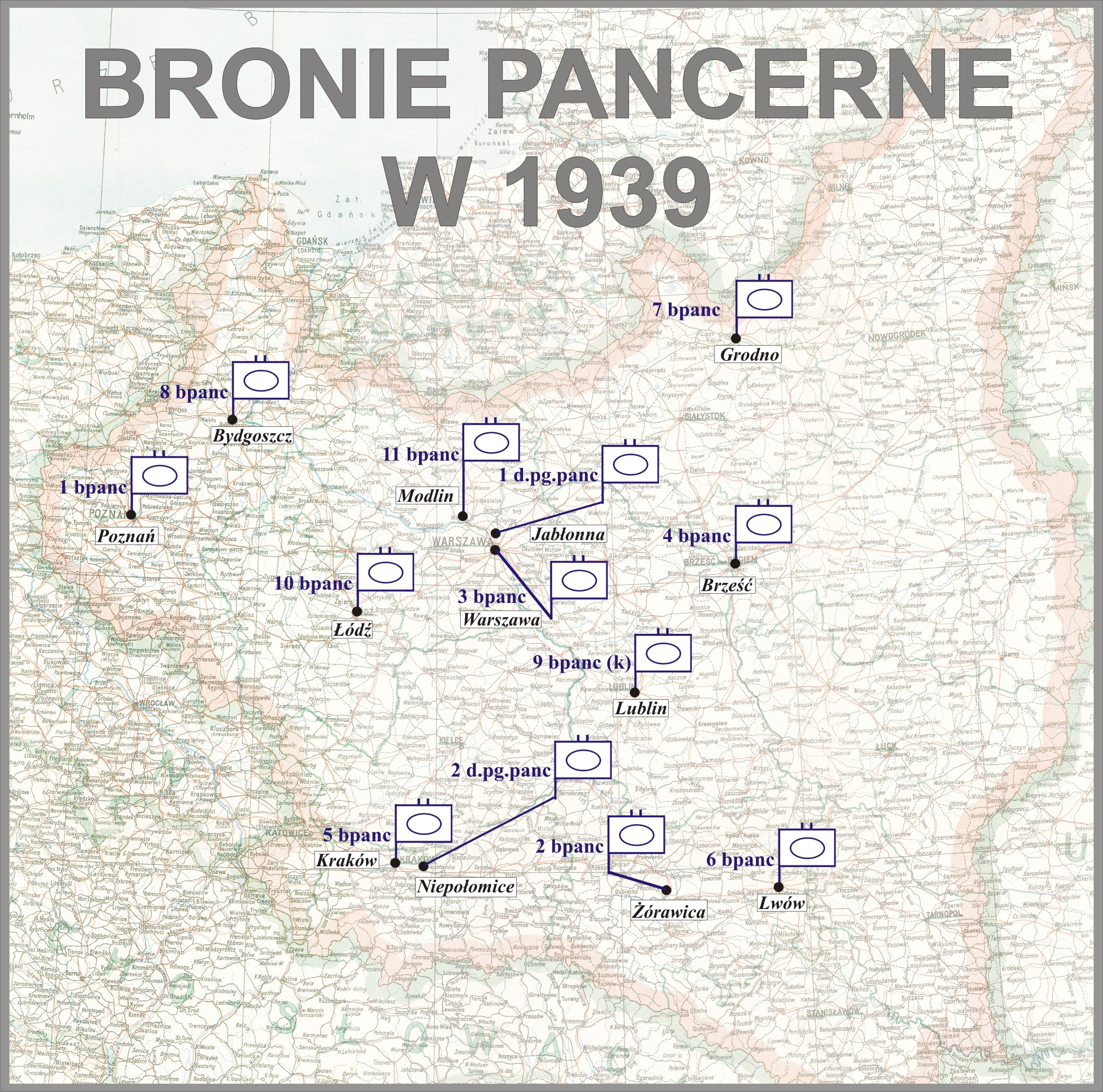
Bronie Pancerne Wojska Polskiego w 1939 przed wybuchem II wojny światowej

8 batalion pancerny (8 bpanc) – oddział broni pancernych Wojska Polskiego w II Rzeczypospolitej.
Batalion był  jednostką wojskową istniejącą w okresie pokoju i spełniająca zadania mobilizacyjne wobec oddziałów i pododdziałów broni pancernej. Spełniał również zadania organizacyjne i szkoleniowe. Stacjonował w Bydgoszczy. W 1939, po zmobilizowaniu jednostek przewidzianych planem mobilizacyjnym, został rozwiązany.

## Formowanie i zmiany organizacyjne
Powołany rozkazem ministra Spraw Wojskowych z 26 lutego 1935 na bazie kadry 8 dywizjonu samochodowego i kompanii samochodów pancernych wydzielonej wcześniej z Żurawicy.
Stacjonował w garnizonie Bydgoszcz.
Na swoim wyposażeniu posiadał 46 czołgów TK-3 i 9 wozów wz.34. Batalion należał do typu I.

## Struktura organizacyjna
- dowództwo
- kwatermistrzostwo
- kompania szkolna

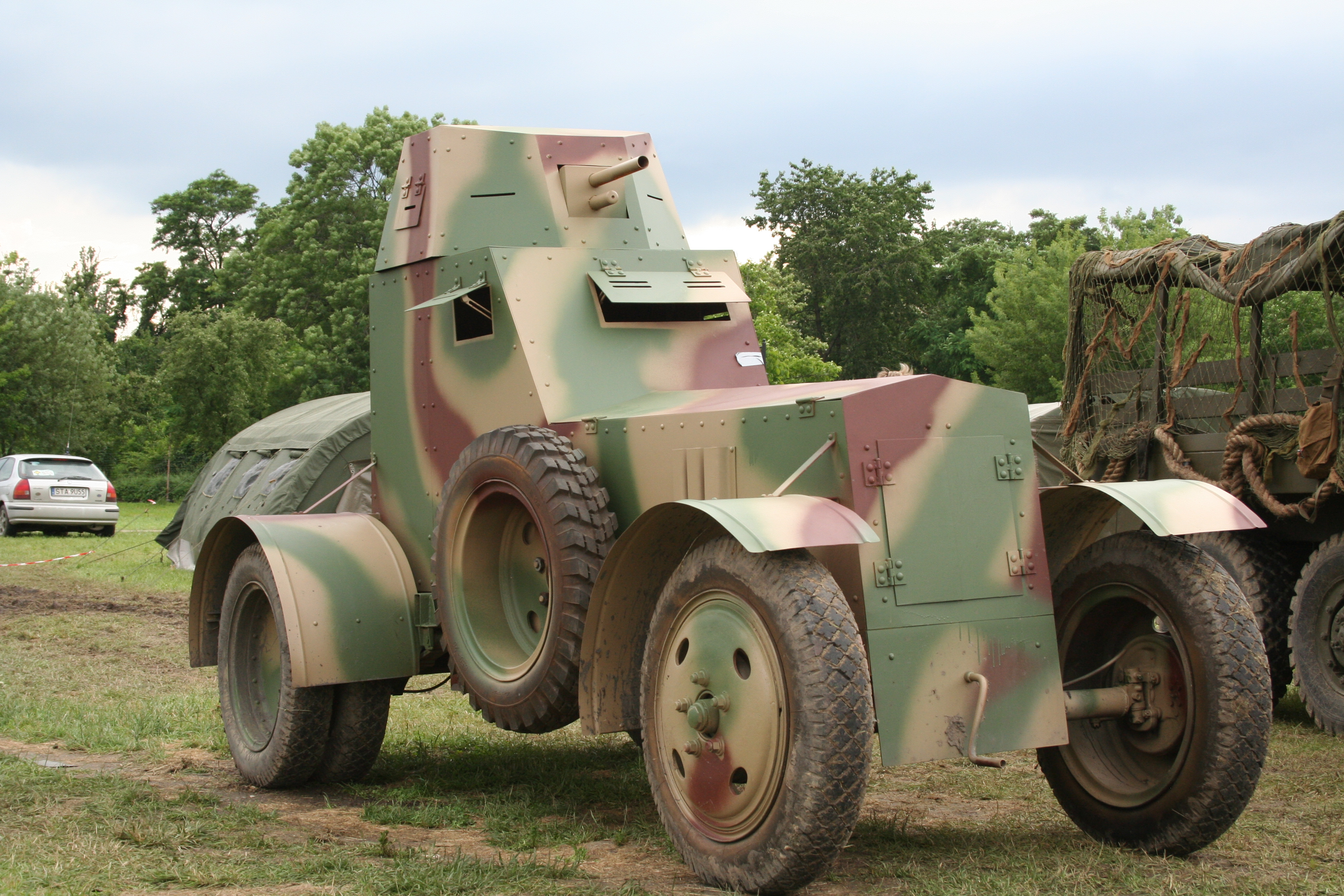
Samochód pancerny wz. 34

- kompania czołgów (starszy rocznik)
- szwadron pancerny (młodszy rocznik)
- kompania motorowa
- kompania gospodarcza i składnica
- pluton łączności
- park motorowy
- pluton przewozowy w Toruniu dla obsługi DOK VIII

## Mobilizacja w sierpniu 1939
8 batalion pancerny był jednostką mobilizującą. Zgodnie z planem mobilizacyjny „W” dowódca batalionu był odpowiedzialny za przygotowanie i przeprowadzenie mobilizacji jednostek czołgów i samochodów, w odniesieniu do jednostek mobilizowanych w Bydgoszczy, natomiast  dowódca plutonu przewozowego będącego na prawach pododdziału wydzielonego za przygotowanie i przeprowadzenie mobilizacji jednostek czołgów i samochodów, w odniesieniu do jednostek mobilizowanych w Toruniu.
| Jednostka mobilizowana | Jednostka mobilizowana                                  | Jednostka mobilizowana |
| Grupa                  | Nazwa                                                   | Miejsce mob.           |
| ---------------------- | ------------------------------------------------------- | ---------------------- |
| żółta                  | dywizjon pancerny nr 81                                 | Bydgoszcz              |
| żółta                  | szwadron samochodów pancernych typ A nr 81              | Bydgoszcz              |
| żółta                  | szwadron czołgów rozpoznawczych nr 81                   | Bydgoszcz              |
| niebieska              | samodzielna kompania czołgów rozpoznawczych nr 81       | Bydgoszcz              |
| niebieska              | samodzielna kompania czołgów rozpoznawczych nr 82       | Bydgoszcz              |
| niebieska              | kolumna samochodów ciężarowych typ I nr 851             | Bydgoszcz              |
| niebieska              | kolumna samochodów sanitarnych PCK typ I nr 801         | Bydgoszcz              |
| niebieska              | kolumna samochodów ciężarowych typ II nr 852            | Bydgoszcz              |
| niebieska              | kolumna samochodów ciężarowych typ II nr 853            | Bydgoszcz              |
| żółta                  | kolumna samochodów osobowych nr 81                      | Toruń                  |
| niebieska              | kolumna samochodów ciężarowych w kraju nr 81            | Toruń                  |
| niebieska              | kolumna samochodów osobowych i sanitarnych w kraju nr 8 | Toruń                  |

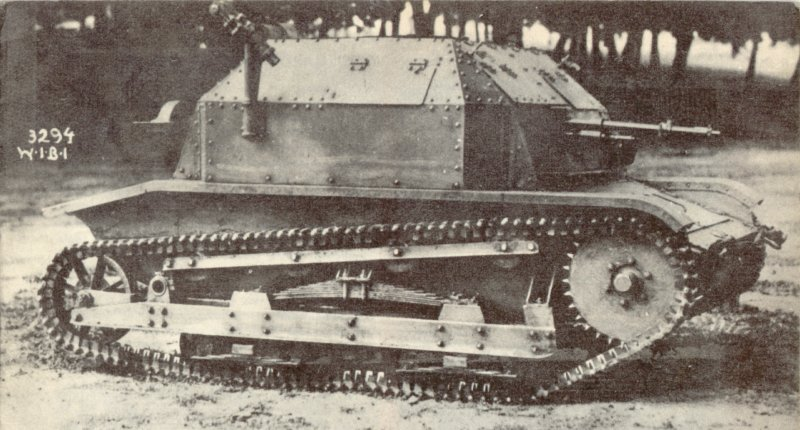
czołg TK-3

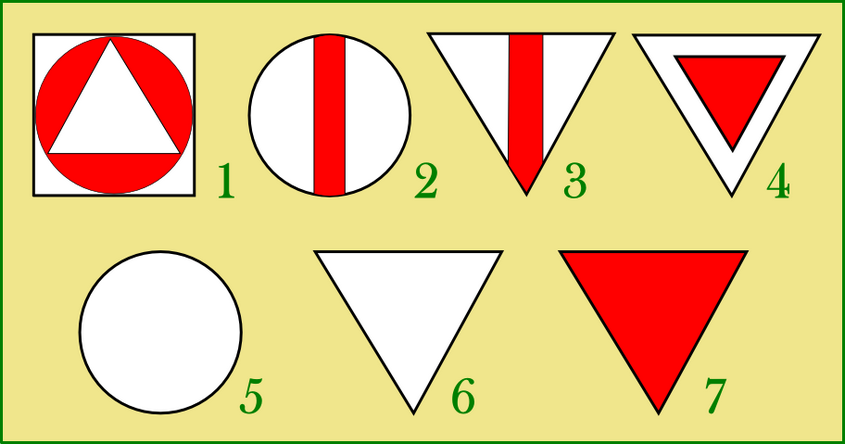
Znaki taktyczne malowane na czołgach lekkich i rozpoznawczych

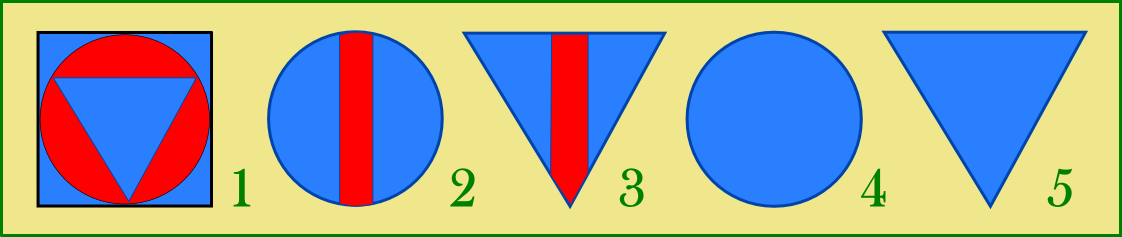
Znaki taktyczne malowane na pojazdach pancernych

Z dniem 15 lipca 1939 została sformowana 1 i 2 kolumna samochodów ciężarowych 8 baonu pancernego oraz samochodowy pluton techniczny 8 baonu pancernego, które nie zostały uwzględnione w tabelach mobilizacyjnych. 18 sierpnia 1939 wymienione oddziały otrzymały numerację mobilizacyjną: kolumna samochodów ciężarowych typ I nr 854, kolumna samochodów ciężarowych typ I nr 855 i pluton techniczny nr 801. 22 sierpnia 1939 obie kolumny i pluton techniczny przydzielone zostały do 27 Dywizji Piechoty.

## Działania niebojowych jednostek zmobilizowanych w 8 bpanc.
Kolumny samochodowe
Kolumny samochodów zostały w większości zmobilizowane przez 8 batalion pancerny, zgodnie z planem. Podjęły obsługę Armii „Pomorze” zgodnie z wytycznymi kwatermistrza armii. Po mobilizacji skoncentrowane zostały 28-30 sierpnia w rejonie lasów nadleśnictwa Toruń. Dowódcą kolumny nr 851 był chor. Włodzimierz Michałek, a kolumny nr 852 ppor. rez. Jerzy Zdzitowiecki. 1 września dwie kolumny samochodowe przewiozły batalion II/65 pp z Gniewa przez Grudziądz do odwodu 16 DP. Część kolumn przewoziła zapas amunicji armii jako "ruchomy magazyn". Kolumna samochodów osobowych nr 81 obsługiwała Kwaterę Główną Armii „Pomorze”. Kolumny samochodowe po działaniach na Pomorzu wzięły udział w bitwie nad Bzurą transportując np. 26 DP i dowożąc amunicję i zaopatrzenie z magazynów do jednostek armii. Uległy zagładzie, w większości 17 września w rejonie Iłowa, na skutek działania lotnictwa niemieckiego, niemieckiej artylerii i ostatecznie broni pancernej. Kolumna samochodów ciężarowych w kraju nr 81 i kolumna samochodów osobowych i sanitarnych w kraju nr 8 przeznaczone były dla dowódcy Okręgu Korpusu nr VIII.
Park 8 bpanc
Dla Armii „Pomorze” przewidziano czołówkę reperacyjną nr 12, która była mobilizowana przez Centrum Wyszkolenia Broni Pancernych w Modlinie, w I rzucie mobilizacji powszechnej, lecz gotowość miała osiągnąć dopiero 7 dnia mobilizacji. W związku z powyższym zdecydowano się pozostawić park batalionu pod komendą kpt. Augustyna Czanka. Do 6 września park prowadził naprawy sprzętu pancernego i samochodowego we Włocławku. Następnie odjechał w ślad za 81 dywizjonem pancernym na południe kraju. Dołączając do 81 dywizjonu pancernego, 16 września w Strusowie koło Trębowli. Część personelu dostała się do niewoli sowieckiej, a część przedarła się do granicy rumuńskiej 18 września.
Oddział Zbierania Nadwyżek 8 bpanc
"Po zmobilizowaniu oddziałów czasu „W” batalion rozwiązano, a nadwyżki ewakuowano do Żurawicy, do Ośrodka Zapasowego Broni Pancernych nr 3 mjr. Zygmunta Chabowskiego. Skąd grupa żołnierzy z 8 batalionu pancernego została wydelegowana do Ośrodka Zapasowego Broni Pancernych nr 2 ppłk. Rudolfa Kosteckiego. Ośrodki w skład, których weszły nadwyżki 8 bpanc. ewakuowano do Podkamienia koło Brodów. Z uwagi na wkroczenie wojsk sowieckich 17 września, OZBPanc nr 3 ewakuowano 18 września przez przejście graniczne Jabłonica na teren Węgier, gdzie został internowany.

## Żołnierze batalionu
Dowódcy batalionu
- ppłk Andrzej Meyer
- ppłk Jerzy Gliński (– 1939[11])

### Obsada personalna batalionu

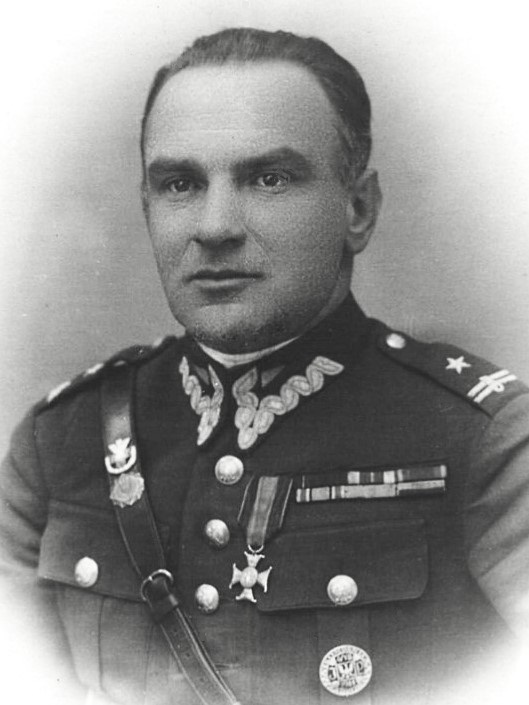
Jerzy Gliński (przed 1934)

| Stanowisko                                     | Stopień imię i nazwisko                      | Przydział we wrześniu 1939        |
| ---------------------------------------------- | -------------------------------------------- | --------------------------------- |
| dowódca batalionu                              | ppłk br. panc. Jerzy Gliński                 | dowódca br. panc. Armii „Pomorze” |
| I zastępca dowódcy                             | mjr br. panc. Franciszek Szystowski          | 81 dpanc                          |
| II zastępca dowódcy                            | mjr Kazimierz II Horoszkiewicz               |                                   |
| adiutant                                       | kpt. Heliodor Grzegorz Józef Krużycki        |                                   |
| lekarz medycyny                                | kpt. lek. dr Mieczysław Jan Jabłoński        |                                   |
| kwatermistrz                                   | mjr br. panc. Klemens Wybranowski            |                                   |
| oficer mobilizacyjny                           | kpt. Jan Emilian Stolarczuk                  |                                   |
| I zastępca oficera mobilizacyjnego             | por. Roman Skibniewski                       |                                   |
| oficer administracyjno-materiałowy             | kpt. Eugeniusz Ludwik Krzyszkowski           |                                   |
| zastępca oficera administracyjno-materiałowego | chor. Leon Zajączkowski                      |                                   |
| oficer gospodarczy                             | kpt. int. Kazimierz Bolesław Tarnawski       |                                   |
| dowódca kompanii gospodarczej                  | kpt. adm. (br.panc.) Tadeusz Leon Matysiak   |                                   |
| dowódca plutonu przewozowego OK VIII           | por. Jan Romanowski                          |                                   |
| dowódca plutonu łączności                      | por. Włodzimierz Antoni Chachaj              | 81 dpanc                          |
| dowódca kompanii szkolnej                      | kpt. Marian Aleksander Warpechowski          |                                   |
| dowódca plutonu                                | por. Witold Anatoliusz Czerniewski           | 81 dpanc                          |
| dowódca plutonu                                | por. Otton Jerzy Duchiewicz                  | 81 dpanc                          |
| dowódca kompanii pancernej                     | por. Eugeniusz Włodkowski                    | samodz. kcz rozp. nr 82           |
| dowódca plutonu                                | por. Czesław Władysław Omielanowicz          | samodz. kcz rozp. nr 82           |
| dowódca kompanii czołgów TK                    | kpt. Feliks Tadeusz Polkowski                | samodz. kcz rozp. nr 81           |
| dowódca plutonu                                | kpt. Jurewicz Edward Pius                    |                                   |
| dowódca plutonu                                | por. Henryk Halicki                          |                                   |
| dowódca szwadronu pancernego                   | kpt. Mieczysław Brzozowski                   | 81 dpanc                          |
| dowódca kompanii motorowej                     | kpt. Rajmund Stanisław Wilczyński            |                                   |
| dowódca kolumny samochodowej                   | kpt. Edmund Wiktor Poźniak                   |                                   |
| komendant parku                                | kpt. Augustyn Czank                          | park 8 bpanc                      |
| kierownik warsztatów                           | kpt. Roman Roland                            |                                   |
| na kursie                                      | kpt. Tadeusz Karakiewicz                     | 81 dpanc                          |
| na kursie                                      | kpt. Maksymilian Antoni Kędzierski           |                                   |
| na kursie                                      | por. Henryk Witold Adam Romiszowski          |                                   |
| na kursie                                      | por. piech. Tadeusz Władysław Eugeniusz Klar | samodz. kcz rozp. nr 81           |
| na kursie                                      | por. piech. Jan Welke                        | 81 dpanc                          |
| na kursie                                      | por. kaw. Franciszek Jan Dworzak             |                                   |

### Żołnierze 8 batalionu pancernego – ofiary zbrodni katyńskiej
Biogramy zamordowanych znajdują się na stronie internetowej Muzeum Katyńskiego
| Nazwisko i imię        | stopień           | zawód                 | miejsce pracy przed mobilizacją | zamordowany |
| ---------------------- | ----------------- | --------------------- | ------------------------------- | ----------- |
| Krzyszkowski Eugeniusz | kapitan           | żołnierz zawodowy     |                                 | Katyń       |
| Sąchocki Stanisław     | porucznik rezerwy | inżynier hydrotechnik | Woj. Urząd Ziemski w Kielcach   | Charków     |

## Symbole batalionu
Sztandar
Zarządzeniem Prezydenta Rzeczypospolitej Polskiej z 25 marca 1938 nadano batalionowi sztandar. Jak wszystkie sztandary broni pancernych, posiadał on ujednoliconą prawą stronę płatu. Zamiast numeru oddziału, na białych tarczach między ramionami krzyża kawaleryjskiego występował Znak Pancerny. Znak ten umieszczony był również na przedniej ściance podstawy orła.
Na lewej stronie płatu sztandaru umieszczono:
- w prawym górnym rogu — wizerunek Matki Boskiej Częstochowskiej
- w lewym górnym rogu — wizerunek św. Michała
- w prawym dolnym rogu —  herb kaszubski
- w lewym dolnym rogu — odznaka honorowa 8 batalionu pancernego

Uroczyste wręczenie sztandaru odbyło się 26 maja 1938 na Polu Mokotowskim w Warszawie. Sztandar wręczył reprezentujący Prezydenta RP i Naczelnego Wodza — minister Spraw Wojskowych gen. dyw. Tadeusz Kasprzycki.
We wrześniu 1939 sztandar ewakuowano do Ośrodka Zapasowego w Żurawicy, potem przewieziono go do Podkamienia za Lwowem. Stamtąd dotarł wraz z kolumną ewakuacyjną nad granicę węgierską w rejonie Jabłonicy. 18 września około 14:00 spalono sztandar.
Odznaka pamiątkowa
28 maja 1937 minister spraw wojskowych zatwierdził wzór i regulamin odznaki pamiątkowej 8 batalionu pancernego. Była to srebrna, ośmioboczna promienista tarcza z nałożonym na środku trójkątnym, przedzielonym pionowo proporczykiem pancernym. Lewe pole proporczyka emaliowane na pomarańczowo a prawe na czarno. W górnej części proporczyka emaliowana na złoto ośmioboczna tarcza z czarnym, emaliowanym Gryfem. Autorem projektu odznaki był Andrzej Meyer. Odznaki wykonywane były w wersjach: oficerskiej – emaliowanej, podoficerskiej – malowanej farbą i żołnierskiej – srebrzonej, bez emalii. Znana jest również odmiana odznak emaliowanych z gryfem na polu emaliowanym na biało.